# Стефанівка (Джанкойський район)
Стефа́нівка (крим. Stefanivka) — село в Джанкойському районі Автономної Республіки Крим. Найсхідніше село району. входить до складу Просторненської сільської ради. Населення — 541 особа за переписом 2001 року.

## Географія
Антонівка — село у степовому Криму в присивашші. Висота над рівнем моря — 7 м. Сусідні села: Антонівка (1 км на південний захід) і Апрелівка (3,8 км на південний захід). Відстань до райцентру — близько 33 кілометрів, найближча залізнична станція — Азовська (на лінії Джанкой — Феодосія) — близько 25 км.

## Історія
Село виникло на початку XX століття, оскільки вперше згадується у Статистичному довіднику Таврійської губернії за 1915 рік як село Стефанівка Ак-Шейхської волості Перекопського повіту або 5-а ділянка Селянського поземельного банку.
За радянської влади, коли в результаті адміністративних реформ початку 1920-х років була скасована волосна система, село Стефанівка увійшло до Антонівської сільради Джанкойського району Кримської АСРР.
Після утворення у 1935 році Колайського району (1944-го перейменований у Азовський) село включили до його складу. У грудні 1962 року указом Президії Верховної Ради УРСР Азовський район був скасований і село знову увійшло до складу Джанкойського району.